# 玛氏棕臂金龟
玛氏棕臂金龟（学名：Propomacrus muramotoae）也称岡藤氏姬長臂金龜、西藏姬长臂金龟，一种分布于中国西藏东南部地区的大型甲虫，隶属于臂金龟科棕臂金龟属（姬长臂金龟属）。本种最早由日本学者藤岡昌介于2007年发表。